# GT賽車 (1997年遊戲)
《GT賽車》是一款由山內一典設計、索尼電腦娛樂開發的賽車遊戲。此遊戲於1997年在日本發佈，是GT賽車系列的首作。此遊戲的開發團隊於1998年組成索尼電腦娛樂內部的電子遊戲開發公司Polyphony Digital。
經過五年的開發，此遊戲發佈後獲得極佳的評價。截至2008年4月30日，此遊戲已於全球售出逾1085萬套遊戲，是PlayStation最暢銷的電子遊戲。此遊戲開啟了GT賽車系列，並衍生了10餘款續作。

## 遊戲系統

遊戲截圖

在《GT賽車》中，玩家主要的任務為駕駛一輛賽車在各種比賽中擊敗對手。此遊戲採用了兩種不同的遊戲模式：街機模式和GT模式。在街機模式中，玩家能自由選擇賽道和賽車來進行比賽。勝出比賽後，一些賽道和賽車會解鎖。
在GT模式中，玩家需要考取不同級數的駕駛執照以獲得參加不同賽事的資格。而玩家在賽事中勝出則能賺取金錢、獎杯和賽車。贏得特定的比賽亦能解鎖紀錄片和一些額外的示範影片。而金錢的作用則是購買賽車和改裝零件。
《GT賽車》共有142種賽車和11條賽道。但日本版的兩種本田DEL SOL汽車卻沒有在歐美版中出現。另外，馬自達Roadster和雪佛蘭科爾維特均只限於街機模式中。

## 開發
在一次與山內一典訪問中，他指出他們於1992年下半年開始開發工作。他亦指出只有15人參與這次開發工作。當他被問及開發工程是否困難，他回應：「它[開發工程]花了五年時間。在這五年中，我們不能看到盡頭。我會在工作中醒來，在工作中睡覺。當溫度越來越冷時，我才知道冬季來臨了。我估計每年我在家裡的時間只有四天」。
當《GT賽車》在日本發佈時，Polyphony Digital只是索尼電腦娛樂內的一個開發小組。而於1998年4月，Polyphony Digital才正式成為一間電子遊戲開發公司。山內一典估計此遊戲利用了PlayStation約75%效能。儘管開發工程花了五年時間，但山內一典仍然覺得此遊戲的音效因製作時間不足而做得較差。另外，雖然山內一典相信此遊戲的人工智能已設計得很好，但他仍然不滿足。

## 評價
此遊戲獲得的評價多為正面。Metacritic得出此遊戲的分數為96/100分，而GameRankings則得出此遊戲的分數為94.95%。
IGN給予此遊戲9.5/10分，並稱之為Playstation史上最佳賽車遊戲。 GameSpot給予此遊戲8.6/10分，並指出「不管你喜歡什麼味道的賽車，GT賽車帶給你的旅程將很難忘記」。而Eurogamer則給予此遊戲7/10，稱讚其賽車種類和遊戲模式，但就批評其操控。
此遊戲獲得不少獎項。於1999年，此遊戲獲頒聚光燈獎的最佳模擬獎。同年，此遊戲獲英國官方PlayStation雜誌頒發“最佳賽車遊戲”和“最佳畫質”獎。於2001年，Game Informer將此遊戲列為「史上100強遊戲」的第21位。此遊戲亦獲IGN頒發「編輯選擇獎」。

## 銷售
截至2008年4月30日，此遊戲已於日本售出255萬套遊戲、於東南亞售出1萬套遊戲、於歐洲售出430萬套遊戲和於北美售出399萬套遊戲，總共售出逾1085萬套遊戲，是PlayStation最暢銷的電子遊戲和系列中第三暢銷遊戲。此遊戲於澳洲發佈後3個月售出10萬套遊戲，並於1998年10月超越13萬套。

## 外部連結
- 官方网站
- 莫比游戏上的《GT賽車》（英文）
- 中的“Gran Turismo”